# Costești (așezare)
Așezarea de la Costești a aparținut Hoardei de Aur și a existat în perioada anilor 1340–1360, fiind amplasată în apropierea actualului sat Costești din raionul Ialoveni (Republica Moldova). Numele orașului tătăresc este necunoscut. Zona așezării în limitele secolului al XIV-lea avea mai mult de 4 km². Stratul cultural nu este deosebit de adânc, ajungând la 50-60 cm, indicând la o perioadă relativ scurtă de existență a așezării. Studiile arheologice au demonstrat că încetarea existenței vieții în oraș are loc către anii '60 ai aceluiași secol. 
Informațiile obținute în cursul excavărilor permit descrierea orașului ca un centru meșteșugăresc și comercial destul de mare, care se pare că a jucat un rol de centru administrativ al zonei înconjurătoare. Acest lucru este confirmat, în principal, prin descoperirea unei clădiri de piatră de dimensiuni semnificative (600 m²) și a altora, dotate cu țevi ceramice. Resturile din zgură de fier și cele mai mult de 20 de cuptoare pentru arderea ceramicii demonstrează dezvoltarea producției de artizanat în oraș. Cu toate acestea, cercetătorii au descoperit în cultura orașului anumite caracteristici periferice, în special în comparație cu Cetatea Albă, care pot evidenția semnificația administrativă mai mică a acestuia cauzată de îndepărtarea de principalele rute comerciale.

## Așezare a culturii Cucuteni
Un alt oraș aparținând culturii Cucuteni a fost descoperit, de asemenea, în regiunea localității Costești. Aici au fost descoperite trei valuri și un șanț, rămășițe ale unor case din noroi cu două etaje, cuptoare de ceramică, unelte, figurine.